# Гудове (зупинний пункт)
Гу́дове — пасажирський залізничний зупинний пункт Конотопської дирекції Південно-Західної залізниці на лінії Хутір-Михайлівський — Ворожба.
Розташований неподалік від села Вовківка Глухівського району Сумської області між станціями Тьоткіно (33 км) та Крупець (11 км).
Із 30 травня 2010 року пасажирське сполучення припинене.